# Aziz Zemouri
Pour les articles homonymes, voir Zemouri.
Aziz Zemouri, né le 14 avril 1968, est un journaliste français et algérien.

## Carrière professionnelle
Diplômé de la Sorbonne Paris-IV, il travaille au Figaro Magazine à partir de 1999, ainsi qu'au journal Le Point de 2010 à 2022.

### Affaires judiciaires
Il est condamné à six reprises depuis 1995 pour diffamation dans le cadre de son activité journalistique,,,,,,.

#### Affaire Rachida Dati
En décembre 2014, Le Point, le directeur de la publication, Aziz Zemouri et les quatre autres co-auteurs d'un portrait consacré à Rachida Dati sont condamnés pour diffamation pour avoir affirmé que Rachida Dati aurait refusé de restituer un appartement qui lui avait été prêté et pour avoir fait état d'« intimidations et pressions » qu'elle aurait faites sur son frère afin de le faire renoncer à un projet de livre témoignant de son histoire et de celle de sa famille,.

#### Affaire Besson-Sand Van Roy
En 2021, Étienne Gernelle, directeur du journal Le Point et le journaliste Aziz Zemouri sont condamnés par la justice pour diffamation pour deux articles diffusés en 2018 qui présentaient Sand Van Roy comme une ancienne call-girl et avoir tenté de discréditer son témoignage, le premier en mai 2018, quelques jours après la première plainte pour viol déposée par l’actrice belgo-néerlandaise. Interrogé par Mediapart, Aziz Zemouri avait maintenu l’emploi de ce terme, assurant même « avoir atténué la réalité » et se fonder sur « des témoignages recueillis dans le milieu du cinéma et les productions Besson ».

#### Affaire Garrido-Corbière
Il est condamné en mai 2025, ainsi que le directeur de la publication du Point, à 4 000 € d'amende et 6 000 € de dommages et intérêts pour diffamation pour un article publié le 22 juin 2022. Intitulé « EXCLUSIF. L'employée sans papiers de Raquel Garrido et Alexis Corbière », il accuse le couple, députés de la La France insoumise, d'employer une femme de ménage au noir et sans titre de séjour. 
Cet article a été retiré du site Internet du journal en date du 23 juin 2022. Étienne Gernelle, directeur du Point, reconnait que les informations contenues dans l'article concernant l'emploi d'une femme de ménage, les cadences infernales de travail, son statut légal en France sont fausses. Il présente ses « excuses plates et sincères » au couple. Il accuse Aziz Zemouri d'avoir procédé à un « double enfumage » en précisant au micro d'Europe 1⁣ : « Il y a d'abord des gens qui ont essayé de monter une affaire qui n'existait pas. Et ensuite un journaliste qui a perdu la raison et a enfumé sa hiérarchie sur au moins trois points : les entretiens qu'il a eus ou n'a pas eu, les documents qu'il a obtenus et la manière dont il les a obtenus. Si notre journaliste nous avait dit la vérité sur la manière dont il a obtenu ces documents, jamais l'article n'aurait été publié. ».
Une plainte est déposée par Aziz Zemouri contre Jean-Christophe Lagarde, ancien député Union des démocrates et indépendants (UDI) et Noam Anouar, ancien policier pour « abus de confiance ».
Aziz Zemouri est mis à pied par le journal en date du 24 juin 2022 et licencié le 15 juillet 2022. Il entame une procédure au tribunal des prudhommes en réclamant la somme de 300 000 euros.

## Publications
- (avec Stéphanie Marteau) L'Élysée off. Secrets, trahisons et coups tordus au palais, Fayard 2016.
- (avec Vincent Geisser) Marianne et Allah, La découverte, 2006.
- Faut-il faire taire Tariq Ramadan ?, L'archipel, 2005.
- (avec Jean-Michel Decugis) Paroles de banlieues, Plon, 1995.